# Johannes Vonderach
Johannes Vonderach (Unterschächen, 6 maggio 1916 – Altdorf, 10 febbraio 1994) è stato un vescovo cattolico svizzero, vescovo di Coira.

## Biografia
Studiò storia, teologia e diritto in varie scuole di Venegono, Milano, Coira, Friburgo e Berna. Il 7 luglio 1940 ricevette a Coira l'ordinazione sacerdotale e a Friburgo un dottorato in teologia. Nel 1946 divenne cancelliere della diocesi di Coira, nel 1952 vicario generale e nel 1957 vescovo coadiutore di Coira con diritto di successione al vescovo Christian Caminada. L'8 dicembre 1957 ricevette la consacrazione episcopale dal cardinale Gustavo Testa. Il 18 gennaio 1962 succedette al vescovo Caminada, nel frattempo deceduto. Nel 1968 fondò il College Teologico di Coira. Morì il 10 febbraio 1994.

## Genealogia episcopale e successione apostolica
La genealogia episcopale è:
- Cardinale Scipione Rebiba
- Cardinale Giulio Antonio Santori
- Cardinale Girolamo Bernerio, O.P.
- Vescovo Claudio Rangoni
- Arcivescovo Wawrzyniec Gembicki
- Arcivescovo Jan Wężyk
- Vescovo Piotr Gembicki
- Vescovo Jan Gembicki
- Vescovo Bonawentura Madaliński
- Vescovo Jan Małachowski
- Arcivescovo Stanisław Szembek
- Vescovo Felicjan Konstanty Szaniawski
- Vescovo Andrzej Stanisław Załuski
- Arcivescovo Adam Ignacy Komorowski
- Arcivescovo Władysław Aleksander Łubieński
- Vescovo Andrzej Stanisław Młodziejowski
- Arcivescovo Kasper Kazimierz Cieciszowski
- Vescovo Franciszek Borgiasz Mackiewicz
- Vescovo Michał Piwnicki
- Arcivescovo Ignacy Ludwik Pawłowski
- Arcivescovo Kazimierz Roch Dmochowski
- Arcivescovo Wacław Żyliński
- Vescovo Aleksander Kazimierz Bereśniewicz
- Arcivescovo Szymon Marcin Kozłowski
- Vescovo Mečislovas Leonardas Paliulionis
- Arcivescovo Bolesław Hieronim Kłopotowski
- Arcivescovo Jerzy Józef Elizeusz Szembek
- Vescovo Stanisław Kazimierz Zdzitowiecki
- Cardinale Aleksander Kakowski
- Papa Pio XI
- Cardinale Alfredo Ildefonso Schuster, O.S.B.
- Cardinale Gustavo Testa
- Vescovo Johannes Vonderach

La successione apostolica è:
- Arcivescovo Wolfgang Haas (1988)